# Hatvani csata
A hatvani csata az 1849-es magyar szabadságharc tavaszi hadjáratának első ütközete volt, 1849. április 2-án a Habsburg Birodalom és a Magyar Honvédsereg között. Ezzel a csatával kezdődött a magyar offenzíva, amelynek célja Közép- és Nyugat-Magyarország, valamint a főváros felszabadítása volt a birodalmi megszállás alól. Az osztrák haderőt Franz von Schlik tábornok, a magyarokat Gáspár András ezredes és Poeltenberg Ernő alezredes vezette. A magyarokkal együtt harcolt a Józef Wysocki ezredes vezette lengyel légió is. A magyarok győztek, és előrenyomultak Buda és Pest felé.

## Háttér

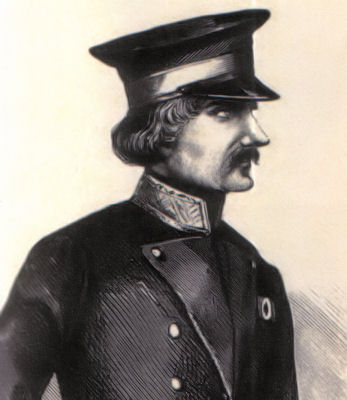
Józef Wysocki

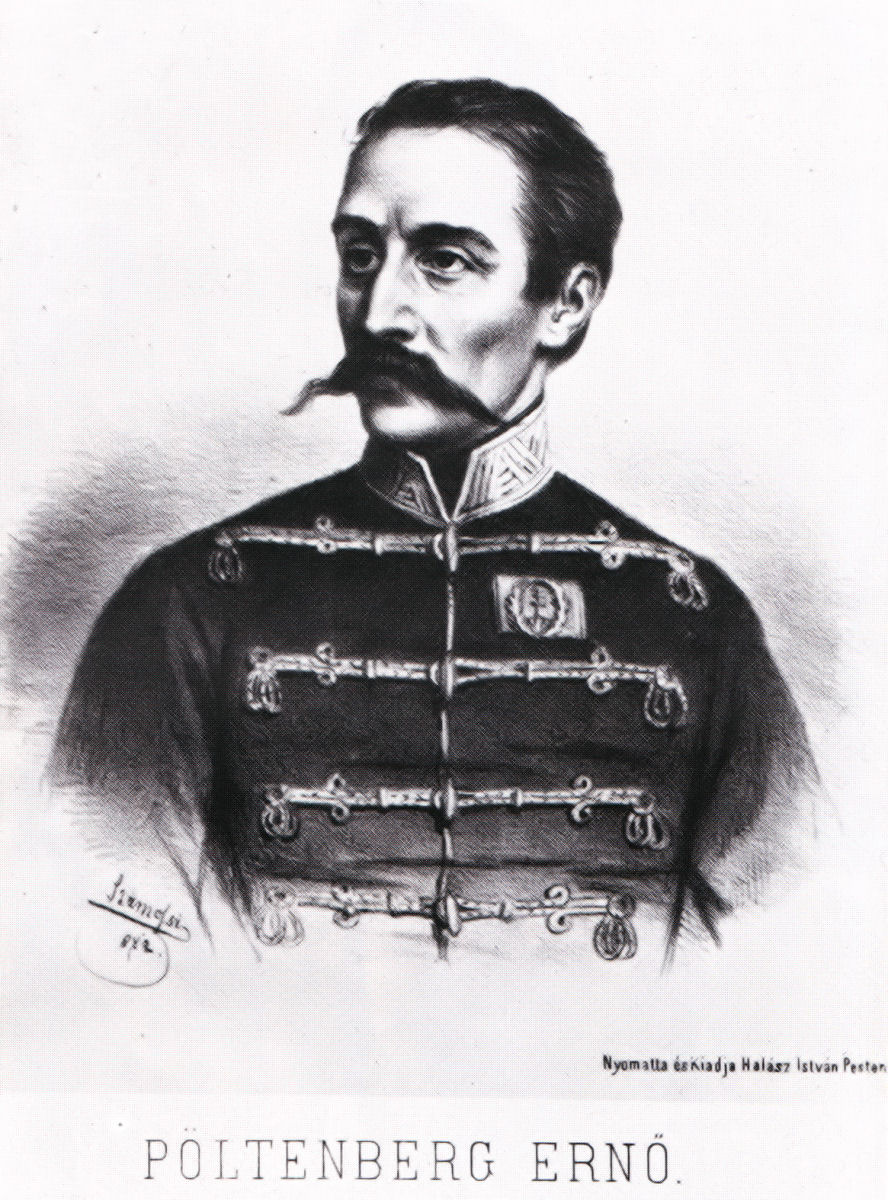
Poeltenberg Ernő

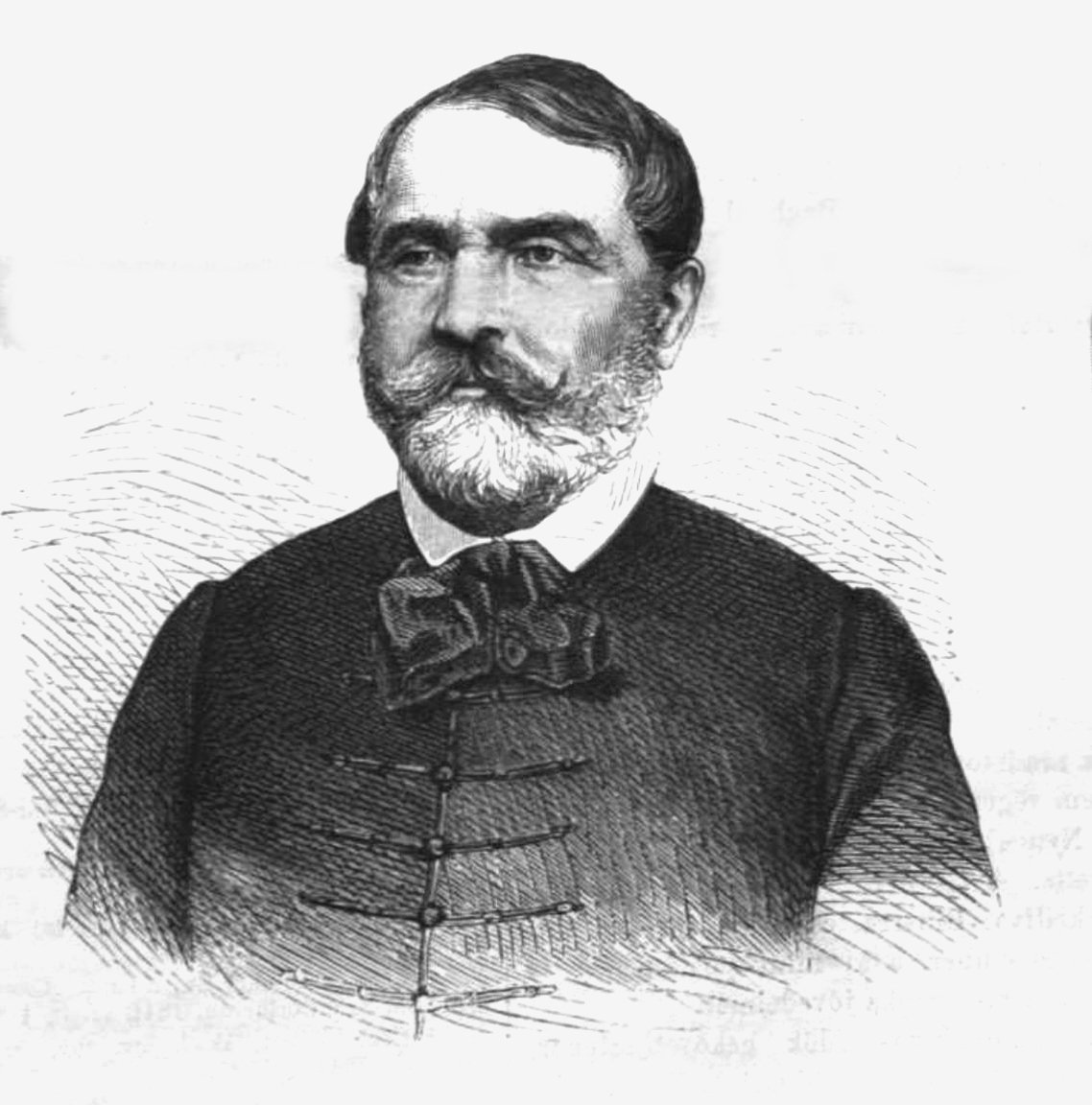
Gáspár András

Az 1849. február 26–27-i kápolnai csata után I. Alfréd, az osztrák császári erők parancsnoka, Windisch-Grätz herceg úgy gondolta, hogy végleg megsemmisítette a magyar forradalmi erőket. Március 3-i jelentésében, amelyet az Olmützben tartózkodó bécsi udvarnak küldött, ezt írta: „Levertem a lázadó hordákat, és néhány napon belül Debrecenben (Magyarország ideiglenes fővárosában) leszek.” Ennek ellenére nem támadta meg a magyar erőket, mert nem volt megbízható információja arról, hogy mekkora erővel kell szembenéznie, ha átkelne a Tiszán . De óvatossága miatt elvesztette a háború megnyerésének lehetőségét. Miközben azon tanakodott, hogy támadjon-e vagy sem, a magyar parancsnokok, akik elégedetlenek voltak Henryk Dembiński altábornagy, a magyar haderőnemi főparancsnok kiábrándító teljesítményével, őt hibáztatva a kápolnai vereségért, „lázadást” indítottak. ülést tartottak Tiszafüreden, ami arra kényszerítette Szemere Bertalan kormánybiztost, hogy menessze a lengyel tábornokot, és helyette Görgei Artúrt iktatta be. Ez feldühítette Kossuth Lajost, az Országos Honvédelmi Bizottság (Magyarország ideiglenes kormánya) elnökét, aki lázadás vádjával ki akarta végeztetni Görgeit. Végül a magyar tábornokok arra kényszerítették, hogy lemondjon tervéről, és elfogadja Dembiński leváltását. Ám Görgei iránt érzett ellenszenve megakadályozta abban, hogy elfogadja Szemere döntését, helyette Vetter Antal altábornagyot nevezte ki főparancsnoknak. Vetter azonban március 28-án megbetegedett, így Kossuth két nappal később kénytelen volt Görgeit a magyar főhaderő ideiglenes főparancsnokává kinevezni. Ezek a nyugtalanság, bizonytalanság és változások napjai és hetei kiváló alkalmat jelenthettek volna Windisch-Grätz számára, hogy átkeljen a Tiszán, és végleg legyőzze a magyar hadsereget. Ám támadás helyett, és a magyar támadástól való fokozódó félelemtől megbénulva az osztrák tábornagy megpróbálta felderíteni a Tisza keleti partján álló magyar seregek számát és erejét, de kémei nem tudták megszerezni az információt. Emiatt csapatait szétszórta, hogy megakadályozza az észak felől érkező nagyobb támadást, amelytől azért tartott, mert az enyhítette volna a birodalmi nyomást a komáromi erőd ostromában, megszakíthatva az összeköttetést a császári csapatok között.
Közben március 30–31-én megszületett a magyar hadsereg tavaszi hadjáratának a terve. A legtehetségesebb magyar tábornok, Görgei Artúr általános parancsnoksága alatt a legjobb tábornokokat nevezték ki az osztrákok megtámadására készülő hadtest élére, és a Tiszától nyugatra magyar területek felszabadítására (amely a Magyar Királyság területének nagy részét alkotja, s a Habsburg-erők kezén volt). Görgei serege 47 500 főből és 198 lövegből állt, négy hadtestbe szervezve: Klapka György tábornok (I. hadtest), Aulich Lajos tábornok (II. hadtest). Damjanich János tábornok (III. hadtest) és Gáspár András ezredes (VII. hadtest). Az I. Alfréd nevét viselő, Windisch-Grätz hercege irányítása alatt álló birodalmi erők 55 000 emberrel, 214 löveggel és rakétával rendelkeztek három katonai alakulatba szervezve, amelyeket Josip Jelačić táborszernagy (I. hadtest), Anton Csorich altábornagy (II. hadtest), Franz Schlik tábornok (III. hadtest) és egy hadosztály Georg Heinrich Ramberg altábornagy vezetésével.

## Előzmények

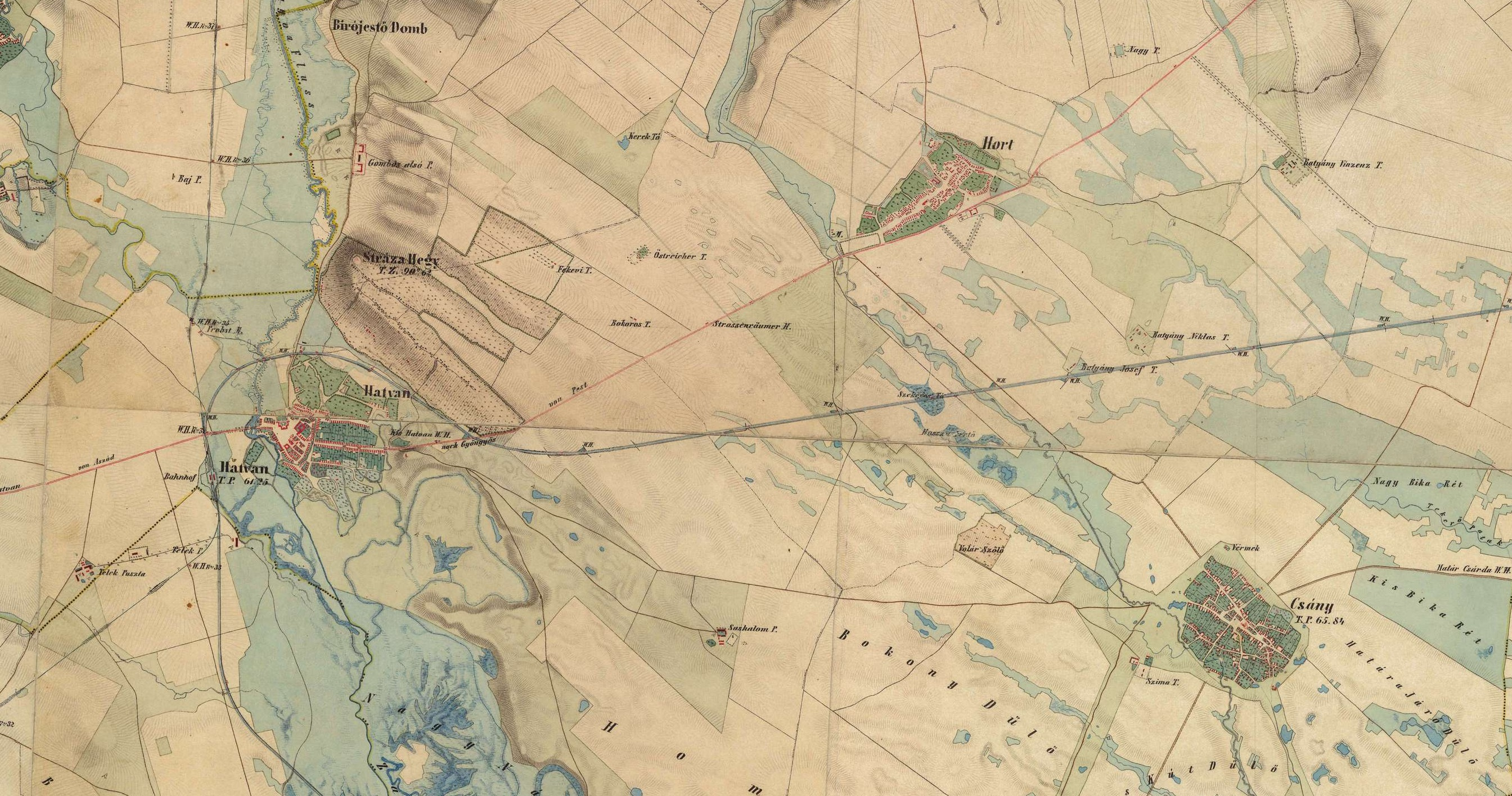
A hatvani csata helyszíne Ausztria–Magyarország második katonai felmérése (1806–1869)

A Vetter Antal által kidolgozott tavaszi hadjárat magyar terve az volt, hogy Gáspár VII. hadtest Windisch-Grätz figyelmét Hatvan felőli támadással hívta fel, míg a másik három hadtest (I., II., III.) délnyugat felől bekeríti az osztrák erőket és elvágja őket a fővárosoktól. Pest és Buda). A terv szerint a VII. hadtestnek április 5-ig kellett Hatvanban tartózkodnia, majd 6-án el kellett érnie Bagot. Az osztrák csapatok elleni támadásnak április 7-én Gödöllőnél két irányból kellett megtörténnie, míg az I. hadtest Kerepes felé nyomult volna, hátulról rajta ütve az osztrákokon, megakadályozva, hogy Pest felé vonuljanak vissza. Ennek a nagyon kockázatos tervnek a kulcsa az volt, hogy az osztrákok addig ne fedezzék fel a magyar hadmozdulatokat, amíg be nem fejezik a bekerítést. Éppen ezért nagyon nagy felelősség nehezedett Gáspár vállára a VII. hadtesttel oly módon, hogy az ne árulja el a kampány stratégiáját. Ez azt jelentette, hogy a vele szemben álló ellenséges parancsnoknak el kellett hitetnie az egész magyar hadsereggel, elterelve figyelmét a I., II. és III. magyar hadtesteknek, amelyek időközben délkelet felől nyomultak Gödöllő felé. Ha Gáspár kudarcot vallott volna ebben a feladatban, Windisch-Grätz elsöprő erővel megsemmisíthette volna, ami az osztrákok számára utat nyitott volna az átmeneti magyar fővárosba, Debrecenbe.

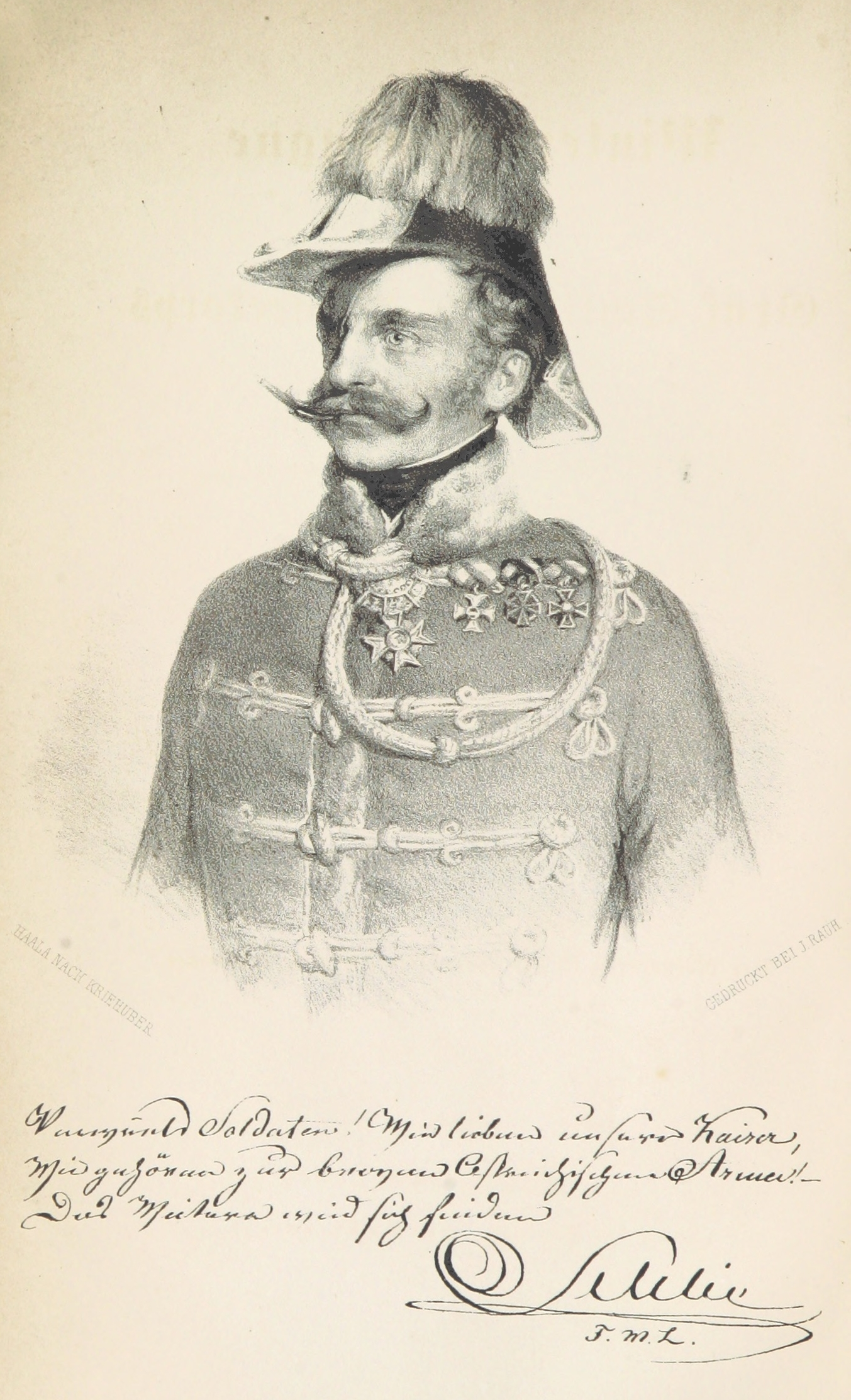
Franz von Schlik, Franz Kocziczka rajza (1850)

Április 1-jén Gáspár a VII., Poeltenberg Ernő alezredes vezette hadtesttel Horton tartózkodott, csak egy kisebb egység állomásozott Hatvanban. Schlik III. hadteste nyugat felől érkezett, behatolt a városba és kikergette a magyarokat Hort felé, két huszárt megölve. Schliket Windisch-Grätz marsall küldte a magyar erők erejének és pozícióinak felderítésére ezen a területen. Görgei ezt hallva odaküldte Gáspár András ezredest egy hadosztállyal, megparancsolva neki, hogy Hortot bármi áron megvédje.

## A csata
Április 2-án hajnali 5 órakor lovassági felderítést rendelt el a két magyar hadosztályparancsnok Hatvan felé, akinek jelentése alapján Gáspár azt gondolta, hogy Hort előtt egy százada van az ellenségnek, s a szőlőskertek szélét is osztrák gyalogosok tartják. Ezért úgy döntött, előreküldi élcsapatát, és hadosztályával előrenyomul Hort falutól nyugatra. 11.30-kor az élcsapat jelentette, hogy újabb osztrák lovasszázadok érkeznek sok császárvadásszal (kaiserjäger) együtt. Gáspár két század huszárt küldött ki, de látva, hogy a császáriak több lovasságot is küldenek ágyúval együtt, megparancsolta a két alakulatnak, hogy vonuljanak vissza egy kicsit, és alakítsanak ki csatarendet a Horttól nyugatra fekvő második kőhíd előtti magaslatokon.
Schlik csapatai a Papagáj-dandár vezetésével bekerítették Hatvant, s megparancsolta, hogy Hort előtt nyomuljanak a magyarok ellen, hogy erejük feltárására kényszerítse őket. Egyes beszámolók szerint Schlik gondtalan hangulatban volt, és azt mondta tiszteinek, hogy a csata örömteli nyúlvadászat lesz. Nem gondolta, hogy a végén az ő csapatai válnak vadászottakká. 13 órakor Parrot dandárja szembekerült Gáspár és Poeltenberg csapataival, és megindult. Schlik két másik gyalogdandárt (a Künigl- és Fiedler-félét) és egy lovasdandárt (a Montenuovo-lovasdandárt) is utasított a támadás támogatására.

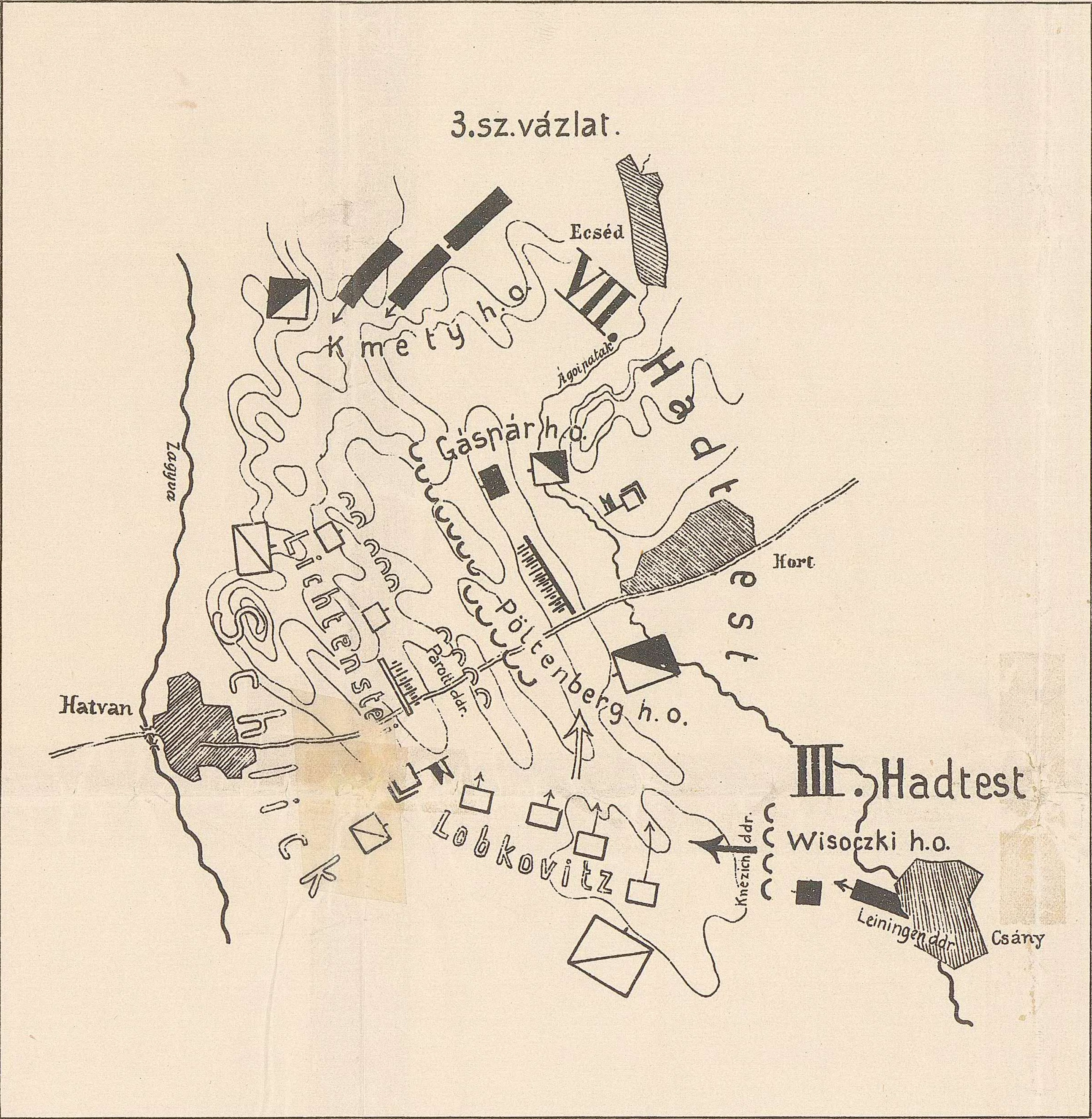
A hatvani csata, 1849. április 2.

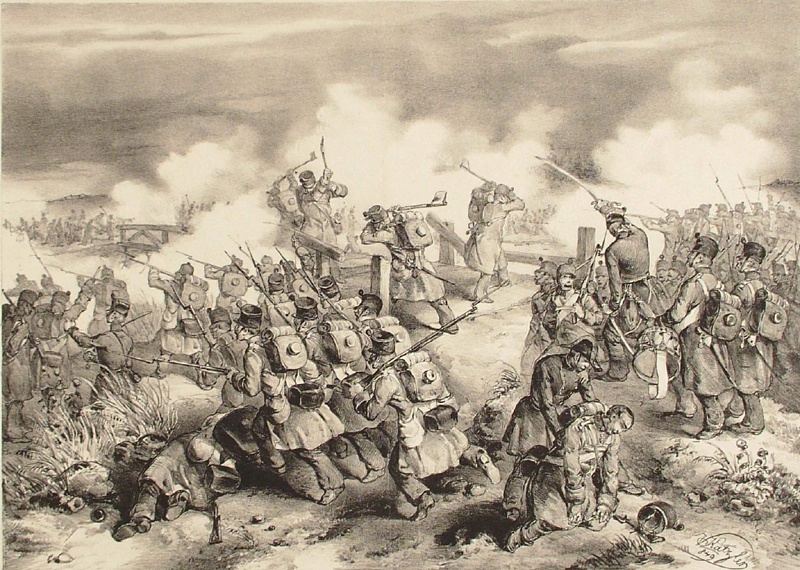
Az osztrákok visszavonulás előtt lerombolják a Zagyva folyó hídját

Délután 3 óráig a csata többnyire csak ágyúval folytatódott. Gáspár várta két ecsédi lovasszázadát és a Csányba küldött dandár érkezését, mielőtt saját támadásba lendült volna. Eközben a magyar ellenállás miatt Schlik sem tudott előrenyomulni. Ebben a pillanatban megérkeztek a leszállított csapatok, és Gáspár támadásra parancsot adott. Poeltenberg hadosztályából három dandárt küldött az ellenség leküzdésére. A lovasszázad és két ágyú Zámbelly Lajos alezredes vezetésével a bal szárny körül mozgott, míg Liptay dandárja a jobb szárnyon haladt előre. Gáspár egyelőre nem mozdult, amíg a körbefutó manőver befejezését várta. Schlik azonban megérezte, hogy valami veszélyes történik, és megparancsolta csapatainak, hogy vonuljanak vissza a Hort és Hatvan közötti szőlőhegyekre. Poeltenberg hadosztálya előrenyomult, Zámbéllyel és Liptayval együtt három oldalról koncentrál támadást indított Hatvan ellen. Miután gyalogsága és tüzérsége egy részét a Zagyva folyó hídja előtti magaslaton helyezte el, Schlik megparancsolta a műszakiaknak, hogy építsenek még egy hidat, hogy csapatait, fegyvereit és csomagjait a lehető leggyorsabban kivonhassa Hatvanból. Eközben Damjanich tábornok magyar III. hadteste kiküldte Józef Wysocki hadosztályát, amelynek közeledését Schlik észlelte, és az osztrák visszavonulás pánikszerűbbé vált. A Zagyva-hidakat védő és a túlsó partra átkelő császári gyalogság végül mindkét hidat lerombolta, így megakadályozta, hogy a magyarok bekerítsék őket. Schlik lovassága Bag és Hatvan közé vonult vissza, gyalogsága és tüzérsége Aszódra, majd Gödöllőre vonult vissza.

## Utóhatások
A hatvani csata nem volt túl fontos győzelem, de hatása a magyar csapatok moráljára figyelemre méltó volt. Legfontosabb eredménye az volt, hogy Gáspárnak sikerült elhitetnie Schlikkel, hogy az egész magyar hadsereggel áll szemben, nem csak a VII. hadtesttel. Windisch-Grätz továbbra is bizonytalan volt a magyar főhadsereg terveit és beágyazottságát illetően, ezért gödöllői főhadiszállásán többnyire képtelen volt megállítani a két oldalról történő előrenyomulást. A hatvani győzelem után a másik, nagyobb létszámú, három hadtestből álló magyar sereg újabb győzelmet aratott Tápióbicskénél, majd megközelítette Isaszeget, ahol április 6-án lezajlott a tavaszi hadjárat első szakaszának döntő csatája.
Ezzel a győzelemmel Gáspár András ezredes vezérőrnagyi rangot kapott, a VII. hadtestnél. Ezt megelőzően csak ideiglenes parancsnoka volt ennek a hadtestnek, Görgei helyett, akinek át kellett adnia, amikor átvette az erdélyi és déli hadsereg kivételével az egész magyar hadsereg irányítását. Bár Aulich Lajost jelölték ki a VII. hadtesthez, ő távol volt, így megérkezéséig Gáspárnak mint főtörzstisztnek kellett ellátnia a szerepet.

## Fordítás
Ez a szócikk részben vagy egészben  a   Battle of Hatvan című angol Wikipédia-szócikk ezen változatának fordításán alapul.  Az eredeti cikk szerkesztőit annak laptörténete sorolja fel. Ez a jelzés csupán a megfogalmazás eredetét és a szerzői jogokat jelzi, nem szolgál a cikkben szereplő információk forrásmegjelöléseként.